# ناحیه میرنی
ناحیه میرنی (به لاتین: Mirninsky District) یک منطقهٔ مسکونی در روسیه است که در یاقوتستان واقع شده‌است.

## خواهرخوانده
شهر کراسنویارسک خواهرخواندهٔ ناحیه میرنی هست.